# Egidijus Jarašiūnas
Egidijus Jarašiūnas (ur. 9 października 1952 w miejscowości Sendvariai w rejonie kielmskim) – litewski prawnik, polityk i nauczyciel akademicki, poseł na Sejm, sędzia Trybunału Sprawiedliwości Unii Europejskiej.

## Życiorys
Ukończył szkołę średnią w Poniewieżu, po czym odbył służbę wojskową. W 1979 został absolwentem wydziału prawa Uniwersytetu Wileńskiego. W 1999 doktoryzował się w Akademii Prawa Litwy.
W 1980 podjął praktykę adwokacką. Wykonywał ten zawód najpierw w Szyrwintach, a od 1982 w Poniewieżu. Był jednym z założycieli miejskich struktur niepodległościowego Sąjūdisu. W 1990 wybrano go na deputowanego Rady Najwyższej Litewskiej SRR. Należał do sygnatariuszy Aktu Przywrócenia Państwa Litewskiego z 11 marca 1990. W 1992 wszedł w skład Sejmu kolejnej kadencji.
W 1996 złożył mandat poselski na kilka miesięcy przed końcem czteroletniej kadencji. Wiązało się to z nominacją na sędziego litewskiego Sądu Konstytucyjnego. Kadencję sędziego zakończył w 2005. Od 2006 był doradcą prezesa tej instytucji. Jednocześnie w 1997 został nauczycielem akademickim na uczelni przekształconej w późniejszych latach w Uniwersytet Michała Römera. W 2004 objął stanowisko profesorskie, w latach 2005–2007 kierował katedrą prawa konstytucyjnego, a następnie do 2010 był dziekanem wydziału prawa.
W 2010 powołany na sędziego Trybunału Sprawiedliwości Unii Europejskiej, zasiadał w tym gremium do 2018.